# Ralph Siegel
Ralph Siegel (nacido el 30 de septiembre de 1945 en Múnich) es un músico, compositor y productor discográfico alemán.
Siegel es una de las figuras más notables del Festival de la Canción de Eurovisión, en el cual ha participado con 24 canciones entre 1974 y 2017, siendo el compositor que más temas ha llevado al festival. En 1982, la canción de Siegel Ein Bißchen Frieden (Un poco de paz), interpretada por Nicole, ganó el Festival y se convirtió en un éxito en Europa.

## Canciones de Eurovisión
| Año  | Canción                                  | Interpretada por                               | País       | Posición          |
| ---- | ---------------------------------------- | ---------------------------------------------- | ---------- | ----------------- |
| 1974 | Bye, Bye I Love You                      | Ireen Sheer                                    | Luxemburgo | 4º                |
| 1976 | Sing Sang Song                           | Les Humphries Singers                          | Alemania   | 15º               |
| 1979 | Dschinghis Khan                          | Dschinghis Khan                                | Alemania   | 4º                |
| 1980 | Theater                                  | Katja Ebstein                                  | Alemania   | 2º                |
| 1980 | Papa Pingouin                            | Sophie & Magaly                                | Luxemburgo | 9º                |
| 1981 | Johnny Blue                              | Lena Valaitis                                  | Alemania   | 2º                |
| 1982 | Ein bißchen Frieden                      | Nicole                                         | Alemania   | 1º                |
| 1985 | Children, Kinder, Enfants                | Ireen Sheer, C. & M. Roberts, Olivier, Solomon | Luxemburgo | 13º               |
| 1987 | Laß die Sonne in Dein Herz               | Wind                                           | Alemania   | 2º                |
| 1988 | Lied für einen Freund                    | Maxi & Chris Garden                            | Alemania   | 14º               |
| 1990 | Frei zu leben                            | Chris Kempers & Daniel Kovac                   | Alemania   | 9º                |
| 1992 | Träume sind für alle da                  | Wind                                           | Alemania   | 16º               |
| 1994 | Wir geben 'ne Party                      | MeKaDo                                         | Alemania   | 3º                |
| 1997 | Zeit                                     | Bianca Shomburg                                | Alemania   | 18º               |
| 1999 | Reise nach Jerusalem                     | Sürpriz                                        | Alemania   | 3.º               |
| 2002 | I Can't Live Without Music               | Corinna May                                    | Alemania   | 21.º              |
| 2003 | Let's Get Happy                          | Lou                                            | Alemania   | 11.º              |
| 2006 | If We All Give A Little                  | six4one                                        | Suiza      | 17º               |
| 2009 | Just Get Out of My Life                  | Andrea Demirović                               | Montenegro | 11º (Semifinales) |
| 2012 | The Social Network Song (Oh Oh-Uh-Oh Oh) | Valentina Monetta                              | San Marino | 14º (Semifinales) |
| 2013 | Crisalide                                | Valentina Monetta                              | San Marino | 11º (Semifinales) |
| 2014 | Maybe (Forse)                            | Valentina Monetta                              | San Marino | 24°               |
| 2015 | Chain of Lights                          | Michele Perniola & Anita Simoncini             | San Marino | 16º (Semifinales) |
| 2017 | Spirit of the Night                      | Valentina Monetta & Jimmie Wilson              | San Marino | 18º (Semifinales) |